# 女子袋棍球

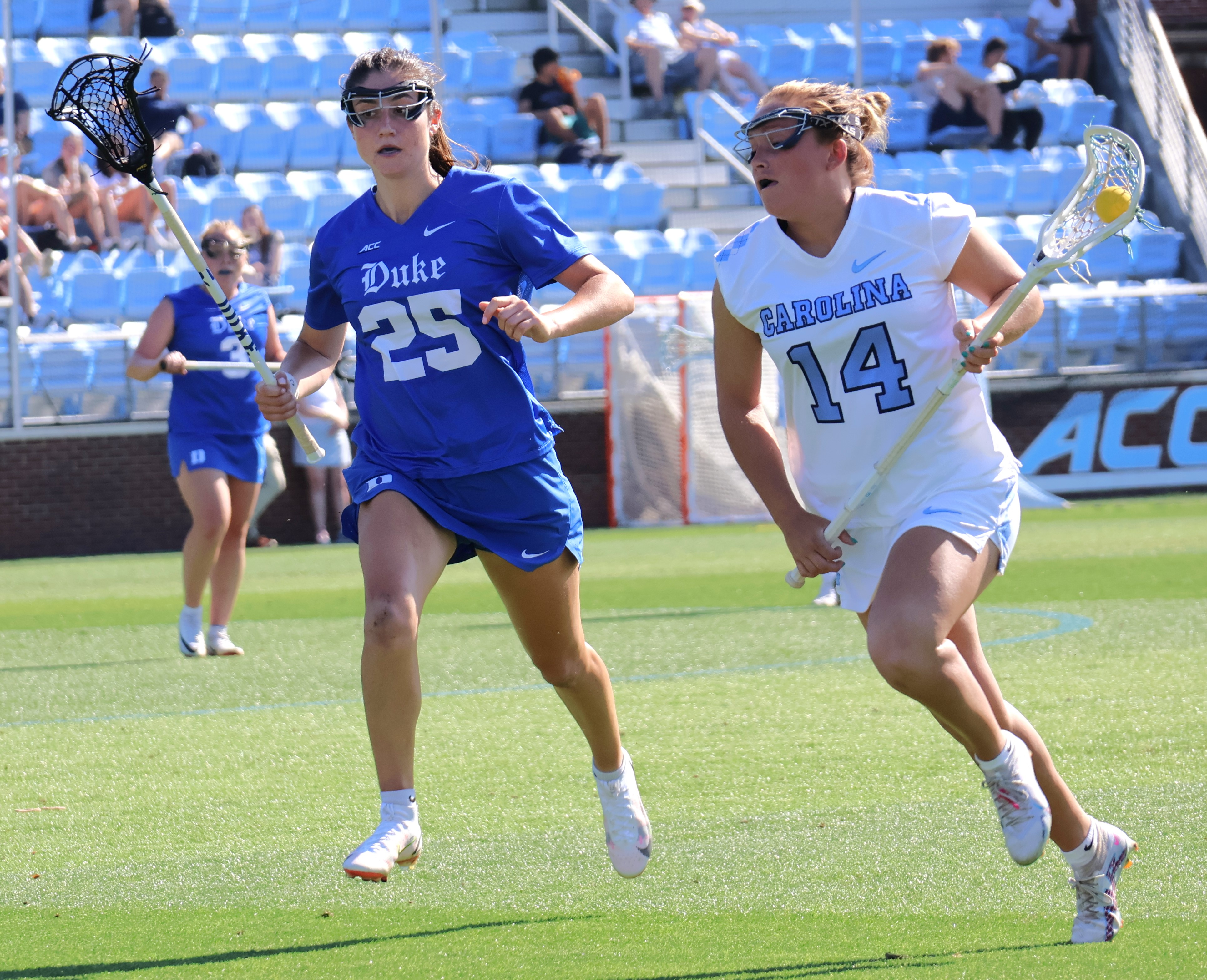
女子袋棍球

女子袋棍球是專門由女性參與的袋棍球運動。每队由10名球员（在美国国内比赛時每队有12名球员）組成。这种运动起源自美洲原住民，现代的女子袋棍球始於1890年蘇格蘭的圣安德鲁斯。女子袋棍球的规则与男子袋棍球有显著不同，两者通常被视为起源相同但规则並不一樣的两项运动。女子袋棍球比賽時球員的目标是要用袋棍球球棍接住、控制并传球，并通过将球射入对方球门來得分。同時球員還要利用向心力讓球待在袋棍球球棍的网兜内。